# Hüfingen
Hüfingen är en stad i Schwarzwald-Baar-Kreis i regionen Schwarzwald-Baar-Heuberg i Regierungsbezirk Freiburg i förbundslandet Baden-Württemberg i Tyskland. Den har cirka 8 000 invånare.
Staden ingår i kommunalförbundet Donaueschingen tillsammans med städerna Bräunlingen och Donaueschingen.

## Vänorter
Hüfingen har följande vänorter:
- Großschönau, Sachsen, Tyskland, sedan 1990[5]
- Mende, Ungern, sedan 1997[6]
- Ornans, Frankrike, sedan 11 juni 1978[7]